# 203 (число)
Вижте пояснителната страница за други значения на 203.
203 (двеста и три) е естествено, цяло число, следващо 202 и предхождащо 204.
Двеста и три с арабски цифри се записва „203“, а с римски цифри – „CCIII“. Числото 203 е съставено от три цифри от позиционните бройни системи – 2 (две), 0 (нула), 3 (три).

## Общи сведения
- 203 е нечетно число.
- 203-тият ден от годината е 22 юли.
- 203 е година от Новата ера.